# 踵返
踵返（きびすがえし）は、柔道の投技の手技の一つ。講道館や国際柔道連盟（IJF）での正式名。IJF略号KIG。

## 概要
釣り手で襟を掴み、引き手で相手の踵を内側（もしくは外側）から掴んで、しゃがみ込みながら、相手の足をスライドさせてに引き倒す様に投げる技。脚を掴んで、掬って或いは、抱えて押し倒す様に投げると、朽木倒になる。朽木倒と双手刈と違い、「投げる」というよりも、「倒す」または、「引き落とす倒す」様な形となる。

## 連絡技
- 自分の技から連絡
  - 一本背負投とみせかけて踵返
  - 一本背負投に応じたところに踵返
  - 背負投から踵返
  - 肩車から踵返
  - 出足払から踵返
  - 巴投から踵返
  - 小内刈から踵返
  - 内股から踵返
- 相手の技からの連絡
  - 大車から踵返
  - 膝車から踵返

等がある。